# Municipio de Plevna
El municipio de Plevna (en inglés: Plevna Township) es un municipio ubicado en el condado de Reno en el estado estadounidense de Kansas. En el año 2010 tenía una población de 246 habitantes y una densidad poblacional de 2,62 personas por km².

## Geografía
El municipio de Plevna se encuentra ubicado en las coordenadas 37°57′47″N 98°18′49″O / 37.96306, -98.31361. Según la Oficina del Censo de los Estados Unidos, el municipio tiene una superficie total de 93.87 km², de la cual 93,83 km² corresponden a tierra firme y (0,04 %) 0,04 km² es agua.

## Demografía
Según el censo de 2010, había 246 personas residiendo en el municipio de Plevna. La densidad de población era de 2,62 hab./km². De los 246 habitantes, el municipio de Plevna estaba compuesto por el 95,93 % blancos, el 0,41 % eran amerindios, el 2,85 % eran de otras razas y el 0,81 % eran de una mezcla de razas. Del total de la población el 3,25 % eran hispanos o latinos de cualquier raza.